# Helen of Troy
Helen of Troy (Helena de Troya o Elena de Troya en México) es una película épica de 1956 dirigida por Robert Wise y con actuaciones principales de Rossana Podestà, Jacques Sernas, Cedric Hardwicke y Stanley Baker.

## Sinopsis
La ciudad de Troya resulta un obstáculo para la expansión comercial de los estados griegos. Por esta razón, Príamo, rey de Troya, con el fin de preservar la paz, envía a su hijo, el príncipe Paris, a Micenas, a negociar con los reyes helenos. Pero Paris se enamora de Helena, la esposa de Menelao, rey de Micenas, y la rapta. Así estalla la guerra de Troya.

## Reparto
| Actor             | Personaje Interpretado | Actor de doblaje | Actor de doblaje      |
| ----------------- | ---------------------- | ---------------- | --------------------- |
| Rossana Podestà   | Helena de Troya        |                  | Elsa Fábregas         |
| Jacques Sernas    | Paris                  |                  | Manuel Cano           |
| Cedric Hardwicke  | Príamo                 |                  | Juan Ibáñez           |
| Stanley Baker     | Aquiles                |                  | Arsenio Corsellas     |
| Niall MacGinnis   | Menelao                |                  | Felipe Peña           |
| Nora Swinburne    | Hécuba                 |                  | Ángela Liaño          |
| Robert Douglas    | Agamenón               |                  | Juan Manuel Soriano   |
| Torin Thatcher    | Ulises                 |                  | Alfonso Santigosa     |
| Harry Andrews     | Héctor                 |                  | José Luis Sansalvador |
| Janette Scott     | Cassandra              |                  | Rosa Guiñón           |
| Ronald Lewis      | Eneas                  |                  | Mario Beut            |
| Brigitte Bardot   | Andraste               |                  |                       |
| Eduardo Ciannelli | Andros                 |                  | Emilio Sancho         |
| Marc Lawrence     | Diómedes               |                  | Jesús Menéndez        |
| Maxwell Reed      | Ájax                   |                  | Francisco Piquer      |
| Robert Brown      | Polidoro               |                  | Vicente Vega          |
| Barbara Cavan     | Cora                   |                  | Esperanza del Barrero |
| Terence Longdon   | Patroclo               |                  | Estanis González      |
| Patricia Marmont  | Andrómaca              |                  | Rosario Cavallé       |
| Guido Notari      | Néstor                 |                  |                       |